# Балабай (село)
Балабай (каз. Балабай) — упразднённое село в Карагандинской области Казахстана. 
Находилось в подчинении городской администрации Жезказгана. Входило в состав Сарыкенгирского сельского округа. Код КАТО — 351845118. Ликвидировано в 2010 году.

## Население
В 1999 году население села составляло 48 человек (24 мужчины и 24 женщины). По данным переписи 2009 года, в селе проживало 35 человек (22 мужчины и 13 женщин).